# Voeding (elektronica)
In de elektronica is een voeding het onderdeel van een apparaat of schakeling dat zorgdraagt voor de benodigde spanningen en stromen. De voeding zet daartoe de elektrische energie van de beschikbare energiebron, meestal het lichtnet of een batterij of accu, om in een energievorm met een spanning en frequentie die geschikt zijn voor het betrokken apparaat. In veel gevallen is stabilisatie van de geleverde spanning(en) een van de belangrijkste taken van de voeding. Soms is de voeding uitgevoerd als aparte eenheid, al dan niet met het te voeden apparaat samengebouwd.
Veel schakelingen stellen welbepaalde eisen aan de spanning waarmee ze gevoed worden, of vereisen verschillende al dan niet gestabiliseerde spanningen om goed te functioneren. Meestal zal de voeding de wisselspanning van het lichtnet omvormen naar een of meer gelijkspanningen of wisselspanningen, vaak lager in waarde, maar ook wel hoger, zoals in een televisietoestel met een conventionele beeldbuis die een spanning van 25 kV of hoger nodig heeft. Soms is een gelijkspanningsbron aanwezig en moet deze omgevormd worden naar een andere waarde (bijvoorbeeld voor een autoradio).

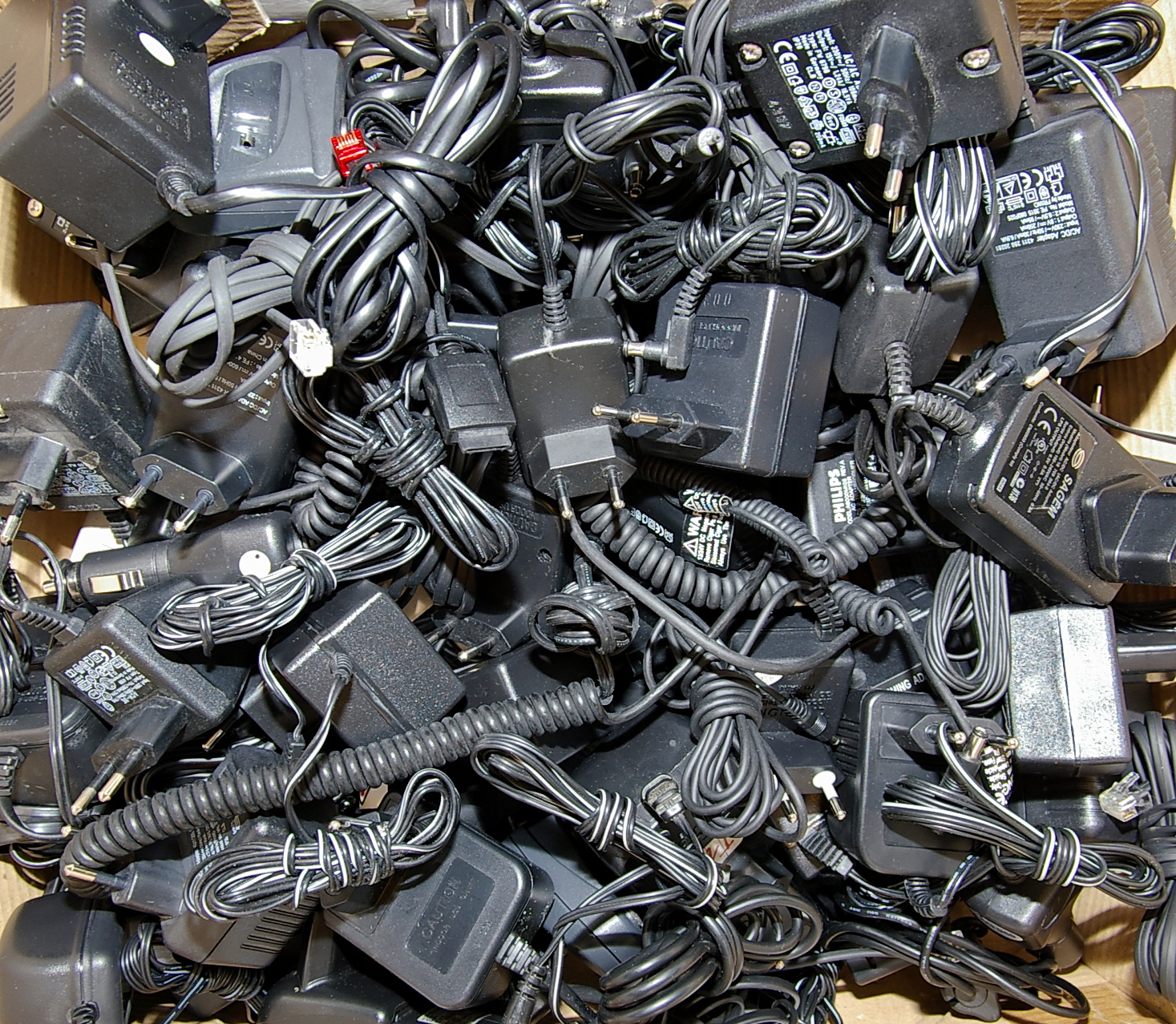
Lichtnetadapters

## Fysieke uitvoering
Fysiek zijn deze elektronische voedingen ofwel ingebouwd in het apparaat (zoals in televisie-apparaten of in (personal) computers) en worden dan power supply units genoemd, ofwel afzonderlijk uitgevoerd (en dan heten ze adapters).

## Soorten

### Lineaire voeding
Bij een lineaire voeding, geschikt voor het lichtnet, vindt de benodigde spanningsaanpassing doorgaans plaats door een transformator. Zulke voedingen zijn, afhankelijk van de toepassing, relatief eenvoudig van uitvoering, maar zwaar door de bij de frequentie van het lichtnet (50 Hz) benodigde grote ijzerkern in de transformator. Voor gelijkspanning is vervolgens gelijkrichting nodig, wat met behulp van dioden (brugcel) wordt gedaan. Meestal volgt dan afvlakking door elco's. Vaak wordt er door een elektronische schakeling voor regeling, stabilisatie en beveiliging gezorgd. Het rendement van deze voedingen is in het algemeen lager dan bij schakelende voedingen.
Er bestaan ook niet-schakelende transformatorloze voedingen waarbij de spanningsaanpassing wordt geregeld door een combinatie van condensatoren en weerstanden, ook gevolgd door gelijkrichting met een combinatie van dioden en zenerdioden. Dit type is alleen geschikt voor kleine vermogens.

### Schakelende voeding

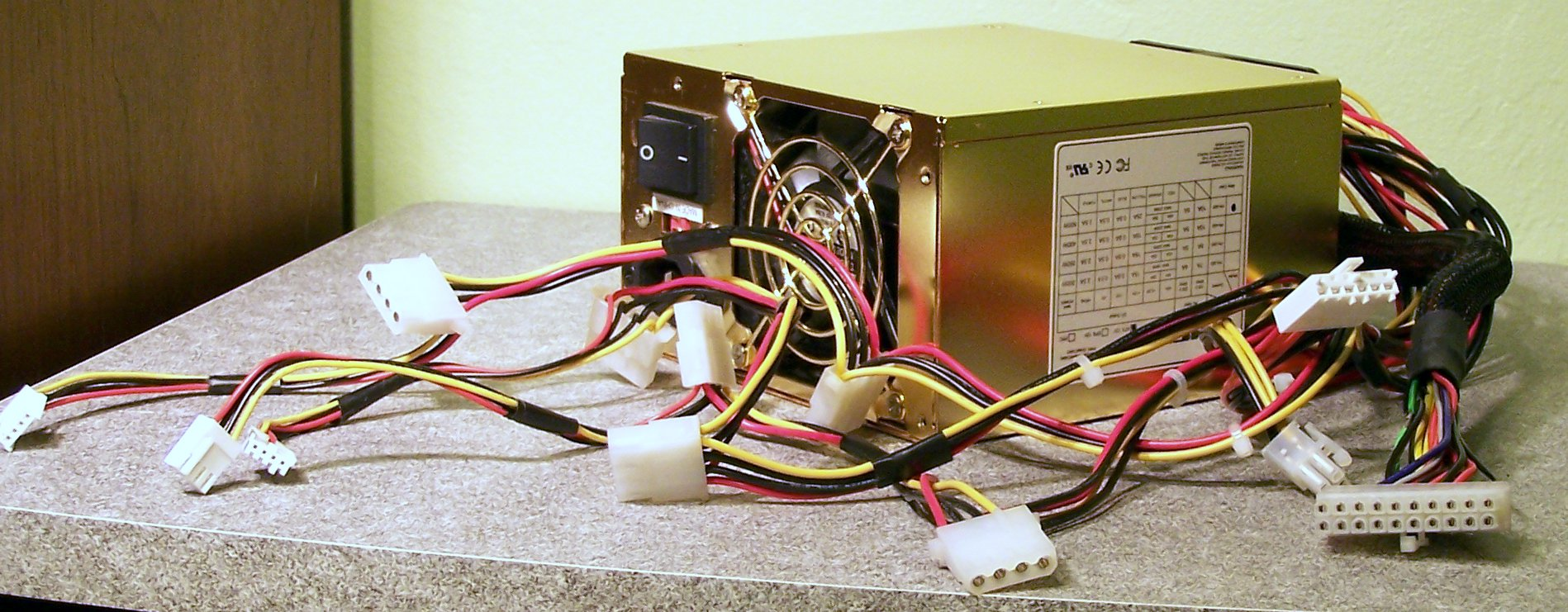
Een schakelende voeding van een computer

Bij een schakelende voeding (vaak met de onjuiste benaming "geschakelde voeding" aangeduid) wordt de aanwezige wisselspanning direct gelijkgericht door een bruggelijkrichter, waarna een elektronische schakeling deze gelijkspanning door aan- en uitschakelen - vandaar de naam - van een schakeltransistor (meestal een MOSFET), omzet in wisselspanning met een veel hogere frequentie dan van het lichtnet. Die wordt door een hoogfrequent-transformator met ferrietkern en gelijkrichting en afvlakking (en stabilisatie) omgezet in de gewenste spanning(en).
Het rendement is meestal hoger dan van een lineaire voeding. Schakelende voedingen zijn echter complexer dan lineaire en het is moeilijk te voorkomen dat dit type voeding elektrische storing genereert, zogenaamde Electro Magnetic Interference (E.M.I.). Ook zijn de regeleigenschappen minder goed dan die van lineaire voedingen. Een schakelende voeding kan meestal goed overweg met een ruim bereik aan ingangsspanningen en frequenties (bv. 110 - 240 V, 50 - 60 Hz) waardoor geen verschillende typen nodig zijn voor de verschillende soorten netspanning in de wereld.
Er is een aantal topologiën:
- Primary switchers voor wisselspanning naar gelijkspanning (AC-DC; bv. 115/230 V naar 12 V). Zoektermen: fly-back converter, forward converter.
- Secondary switchers voor omzetting van gelijkspanning naar gelijkspanning (DC-DC). Dit type wordt veel gebruikt om de diverse voedingsspanningen op één printplaat op te wekken.

### Elektronisch voorschakelapparaat
Elektronische voorschakelapparaten zijn voedingen die dienen om gasontladingslampen, bijvoorbeeld tl-buizen te ontsteken en te voeden.
Voor vermogens groter dan 25 watt worden speciale eisen gesteld aan de uit het lichtnet opgenomen stroom, vastgelegd in norm IEC/EN 61000-3-2. Om aan de eisen te kunnen voldoen, wordt aan de ingang van het voorschakelapparaat een zogenaamde arbeidsfactor-correctieschakeling aangebracht (Engels: power factor correction, afgekort PFC), die ervoor zorgt dat de uit het lichtnet opgenomen stroom vrijwel sinusvormig is en in fase met de netspanning.

## Voetnoten
1. ↑  electroschematics.com
2. ↑  Aspecten en gevolgen van netvervuiling ten gevolge van lichtbronnen en verlichtingsystemen